# Kľak
Kľak (Hongaars: Madarasalja, Duits: Kleck) is een Slowaakse gemeente in de regio Banská Bystrica, en maakt deel uit van het district Žarnovica.
Kľak telt 231 inwoners.
Op 21 januari 1945 is het dorp door Duitse troepen verwoest. Zij vermoordden 84 inwoners, waarvan 36 kinderen en staken alle 132 huizen en boerderijen in brand.

Brehy · Hodruša-Hámre · Horné Hámre · Hrabičov · Hronský Beňadik · Kľak · Malá Lehota · Nová Baňa · Orovnica · Ostrý Grúň · Píla · Rudno nad Hronom · Tekovská Breznica · Veľká Lehota · Veľké Pole · Voznica · Žarnovica · Župkov